# Wola Żydowska
Wola Żydowska – wieś w Polsce, położona w województwie świętokrzyskim, w powiecie pińczowskim, w gminie Kije.
| SIMC    | Nazwa  | Rodzaj    |
| ------- | ------ | --------- |
| 0243292 | Błonie | część wsi |
| 0243300 | Piekło | część wsi |

W latach 1975–1998 miejscowość administracyjnie należała do województwa kieleckiego.